# Římskokatolická farnost Radnice
Římskokatolická farnost Radnice (latinsky Redenicium) je zaniklá církevní správní jednotka sdružující římské katolíky v Radnici a okolí. Organizačně spadala do krušnohorského vikariátu, který je jedním z deseti vikariátů litoměřické diecéze.

## Historie farnosti
Matriky jsou v místě vedeny od roku 1648. Farnost byla zřízena od roku 1758.
Po roce 1950 se stalo území farnosti součástí Vojenského výcvikového prostoru Hradiště (Doupov).
Kanonicky farnost existovala do 31. prosince 2012 jako součást kadaňského farního obvodu. Od 1. ledna 2013 zanikla sloučením do farnosti-děkanství Kadaň.

### Duchovní správcové vedoucí farnost
Začátek působnosti jmenovaného v duchovní správě farnosti od:
- 1758 Franciscus Reinisch
- 1762 Franciscus Gross
- 1779 Franciscus Marschner
- 1784 Franc. Pallas de Lauro
- 1789 par. vacat
- 1790 Josef Marschner, † 28. 1. 1806
- 1806 Franc. Wawrausch, † 11. 4. 1816
- 1816 Josef Stoehr, n. 4. 2. 1779 Klitschinens., o. 12. 9. 1803
- 1821 Anton Heyer, n. 13. 6. 1780 Reichenberg., o. 26. 9. 1811, † 5. 6. 1846
- 1829 Joann. Taeubling, n. 4. 10. 1788 Kaaden, o. 13. 8. 1813, † 7. 5. 1869
- 1847 par. vacat, admin. Christoph. Veitl
- 1848 Anton. Tschochner, n. 26. 8. 1811 Sehlau, o. 3. 8. 1835, † 6. 11. 1875
- 1850 Christoph. Vinc. Veitl, n. 19. 2. 1818 Stolzenhan., o. 29. 7. 1842, † 2. 9. 1883
- 1884 Gust. Plötz, n. 6. 8. 1847 Josefstadt, o. 23. 7. 1870, † 15. 1. 1911
- 1902 par. vacat, admin. interc. Car. Wohlrab
- 1903 Rud. Fichtner, n. 27. 7. 1869 Kaaden, o. 17. 7. 1892, † 4. 6. 1931
- 1926 par. vacat, admin. interc. Franc. Kunz
- 1927 Domin. Pyka, n. 2. 8. 1884 Gonschiorowitz (D ), o. 11. 7. 1915, † 23. 8. 1951
- 1. 12. 1940 Rudolf Sitte, n. 16. 1. 1910 Grottau, o. 24. 6. 1934, † 8. 2. 1983
- 15. 9. 1953 Jan František Štikar
- 1. 8. 1960 Miroslav Kubík
- 1. 10. 1970 Jan Kozár
- 1. 7. 1986 Miroslav Maňásek, SDB
- 1. 7. 1990 Jiří Kabát
- 1. 2. 1991 Josef Piroh
- 1. 5. 1993 Petr Kubíček
- 1. 1. 1994 Tomáš Pirný
- 1. 3. 1996 Richard Madej
- 15. 11. 1997 – 31. 12. 2012 Josef Čermák, admin. exc.[3]

Kromě kněží stojících v čele farnosti, působili ve farnosti v průběhu její historie i jiní kněží. Většinou pracovali jako farní vikáři, kaplani, katecheté, výpomocní duchovní aj.

## Území farnosti
Do farnosti náleželo území obcí:
- Donín[4] (Dohnau)[p 2]
- Hrzín[5] (Grün)[p 2]
- Humnice[6] (Humitz)[p 2]
- Hůrka[7] (Harkau)[p 2]
- Jindřichov[8] (Heinersdorf)[p 2]
- Litoltov[9] (Liesen)[p 2]
- Malá Lesná[10] (Klein Spinnelsdorf)[p 2]
- Martinov[11] (Merzdorf)[p 2]
- Ostré[12] (Westrum)[p 2]
- Pastviny[13] (Weiden)[p 2]
- Radnice[14] (Redenitz)[p 2]
- Velká Lesná[15] (Gross Spinnelsdorf)[p 2]

## Římskokatolické sakrální stavby a místa kultu na území farnosti
| | Stavba                    | Místo                   | Bohoslužby              | Zeměpisné souřadnice             | Status                  |                         |                         |
| Zaniklé sakrální stavby | Zaniklé sakrální stavby   | Zaniklé sakrální stavby | Zaniklé sakrální stavby | Zaniklé sakrální stavby          | Zaniklé sakrální stavby | Zaniklé sakrální stavby | Zaniklé sakrální stavby |
| --- | ------------------------- | ----------------------- | ----------------------- | -------------------------------- | ----------------------- | ----------------------- | ----------------------- |
| 1. | Kostel sv. Jakuba Většího | Radnice                 | nelze sloužit           | 50°20′14″ s. š., 13°12′13″ v. d. | zbořený farní kostel    |                         |                         |
| Některé drobné sakrální stavby a pamětihodnosti lze dohledat zde v databázi Drobné sakrální památky Zaniklé sakrální stavby lze dohledat zde v databázi Poškozené a zničené kostely, kaple a synagogy v České republice |                           |                         |                         |                                  |                         |                         |                         |

Ve farnosti se mohou nacházet i další drobné sakrální stavby, místa římskokatolického kultu a pamětihodnosti, které neobsahuje tato tabulka.